# 拜奇沃尔杰
拜奇沃尔杰，是匈牙利佐洛州所辖的一个村，总面积21.40平方公里，总人口815，人口密度38.1人/平方公里（2010年1月1日）。